# Índio do Buraco
Índio do Buraco ou Índio Tanaru foi a denominação dada ao último sobrevivente de uma etnia indígena desconhecida massacrada por fazendeiros e grileiros de terra durante as décadas de 1980 e 1990, no sul de Rondônia. A partir de então, o homem passou a viver sozinho na Terra Indígena Tanaru, localizada em Corumbiara (Região Geográfica Imediata de Vilhena), a cerca de 700 quilômetros de Porto Velho. Nascido por volta de 1960, sua alcunha é advinda dos buracos com cerca de um metro de comprimento, meio de largura e mais de três de profundidade, que sempre eram encontrados nas cabanas de palha construídas pelo indígena.
Registros da Funai acerca de sua existência datam de 1996, mas apenas no ano seguinte é que agentes da fundação conseguiram ter contato visual com ele. Apesar de nunca terem se comunicado com o homem, especula-se, a partir de vestígios e relatos de tribos conhecidas da região, que sua família tenha sido assassinada em 1995 por interessados em se apossar de terras indígenas ainda não-demarcadas. Essa mesma razão motivou durante anos o genocídio de incontáveis povos nativos da região amazônica.
Em 23 de agosto de 2022 foi encontrado morto em sua rede pela equipe de monitoramento da Frente de Proteção Etnoambiental Guaporé (FPE Guaporé)/Coordenação-Geral de Índios Isolados e de Recente Contato (CGIIRC) da Funai. Não havia vestígios da presença de pessoas no local ou sinais de violência.

## Genocídio
Em 1986, diversos relatos sobre o massacre na Rondônia de indígenas isolados e sem contato com a civilização começaram a se espalhar. Os assassinatos teriam começado após a construção de uma estrada no sul do estado durante os anos 70, e continuado na década seguinte. A partir dos relatos, o então sertanista da Funai Marcelo Santos, acompanhado do cineasta Vincent Carelli, seguiu para a região e conseguiu filmar utensílios e vestígios da existência de uma antiga aldeia no local, antes de ambos serem expulsos por fazendeiros e proibidos de voltar. Desacreditado e acusado de "inimigo do desenvolvimento", Santos deixou a fundação, e a história caiu no esquecimento.
Em 1995, Santos retorna à Funai, agora como chefe da área de isolados em Rondônia. Ele volta ao local do massacre com Carelli em busca de sobreviventes, desta vez acompanhado de jornalistas do diário O Estado de S.Paulo. A expedição provou a existência de indígenas na região que, filmados e fotografados, foram parar nas primeiras páginas dos principais jornais do Brasil. Os fazendeiros, por outro lado, contestaram as imagens alegando se tratar de uma montagem feita pela Funai.

## Primeiro contato
A expedição continuou sua busca por novos vestígios de povos massacrados e prováveis sobreviventes, encontrando cabanas improvisadas feitas de palha, todas elas com um grande buraco cavado em seu interior. Apelidaram então seu morador de "Índio do Buraco", que tempos depois foi finalmente encontrado dentro de uma das moradias, fugindo sem travar contato. Entre os registros de seu cotidiano estavam uma pequena área de plantio utilizada para cultivar milho e mandioca, armadilhas para caça e indícios de extração de mel de colmeias, além da citada cabana com uma espécie de cova aberta presente na parte interior. Apesar de sua utilidade permanecer desconhecida, esta última marca passou a servir para identificar as aldeias destruídas da etnia da qual o homem isolado pertenceria.
Desde 1997, diversas expedições da Funai foram enviadas à Rondônia para se inteirar da localização e condições de sobrevivência do indígena. Foram todas mal-sucedidas em se comunicar com ele, que evitava as abordagens, abandonava suas roças e reagia agressivamente ao se sentir acuado, vindo inclusive a disparar flechas contra os funcionários da fundação, ferindo um deles em 2006. Após esse episódio, a Funai decidiu mudar de estratégia, interditando em 2007 uma área de 80 quilômetros em torno da região onde o homem vive, monitorando sua perambulação e cuidando da proteção de sua reserva territorial (restrita exclusivamente a ele desde 1998 por decretos governamentais). A única forma de comunicação mantida com o indígena foi o oferecimento de alimentos, deixados no meio da floresta.

## Tentativa de assassinato
Em 2009, Vincent Carelli lançou o premiado longa-metragem Corumbiara, com registros cinematográficos dos povos indígenas isolados na região amazônica. Uma das cenas do filme flagra um fazendeiro ameaçando atirar contra o Índio do Buraco caso o avistasse. Em novembro do mesmo ano, um dos postos de vigilância da Funai na reserva foi atacado e depredado por um grupo armado. O bando destruiu uma antena de rádio, painéis solares, mesas, cadeiras, prateleiras e um fogão a lenha, deixando ainda defronte à base dois cartuchos de espingarda deflagrados. Segundo a fundação, a ação foi obra de fazendeiros da região, inconformados com a restrição de uso da terra indígena Tanaru, que possui 8 070 hectares. Vestígios observados no local indicam que o indígena teria sobrevivido ao ataque.
Em janeiro de 2010, alertadas pelo atentado, organizações indigenistas divulgaram carta chamando atenção para as condições críticas dos grupos isolados da Amazônia, em especial as tribos em Rondônia. A mensagem, dirigida ao então presidente Luiz Inácio Lula da Silva, reclamava ainda da ameaça aos grupos representada por construções no Vale do Guaporé e no Rio Madeira. Em maio do mesmo ano, a ONU promoveu em Brasília uma reunião de consulta sobre as diretrizes de proteção para os povos indígenas isolados e em contato inicial da Amazônia e grande Chaco. Procuradores do Ministério Público Federal afirmaram que a instituição tenta efetivar o "princípio da precaução", de forma a evitar o contato e a alteração das terras habitadas pelos indígenas, considerando a interdependência desses povos com o meio ambiente em que vivem.

## História transformada em livro e filme
A história do indígena foi transposta para um livro. Escrito pelo jornalista americano Monte Reel, a obra, intitulada The Last of the Tribe: The Epic Quest to Save a Lone Man in the Amazon, foi lançada em 2010 pela editora Simon and Schuster. Os direitos cinematográficos do livro foram comprados por uma produtora de Hollywood, e em 2011 foi divulgado que um filme estaria em processo de pré-produção, com seu roteiro em fase de finalização.